# Kirkšnovė
Kirkšnovė je řeka v Litvě, v Žemaitsku, v okrese Raseiniai, levý přítok řeky Dubysa, do které se vlévá 32,2 km od jejího ústí do Němenu u vsi Pagojys, u hradiště Darbutų piliakalnis. Pramení 21 km na sever od města Ariogala, u vsi Lukošiūnai, v lese Graužų miškas. Teče celkovým směrem jižním. Zejména v dolním toku silně meandruje. U vsi Taručiai protéká rybníkem Taručių tvenkinys, u vsi Pagojys rybníkem Kirkšnovės tvenkinys.

## Přítoky
| Hydrologické pořadí | Řeka    | Délka (km) | Povodí (km²) | Vzdálenost od ústí (km) | Ústí kde | Koordináty ústí |
| ------------------- | ------- | ---------- | ------------ | ----------------------- | -------- | --------------- |
| 14010484            | Klūpė   | 2,9        | 2,1          | 20,7                    |          |                 |
| 14010486            | Vaštakė | 4,1        | 2,9          | 19,1                    |          |                 |
| 14010488            | Piaunys | 3,6        | 3,5          | 12,4                    |          |                 |
| 14010489            | Rata    | 4,7        | 4,0          | 4,5                     |          |                 |

Pravé:
| Hydrologické pořadí | Řeka      | Délka (km) | Povodí (km²) | Vzdálenost od ústí (km) | Ústí kde | Koordináty ústí |
| ------------------- | --------- | ---------- | ------------ | ----------------------- | -------- | --------------- |
| 14010481            | K – 6     | 3,6        | 5,4          | 22,3                    |          |                 |
| 14010482            | K – 4     | 4,6        | 8,8          | 21,7                    |          |                 |
| 14010485            | K – 2     | 3,4        | 2,9          | 19,4                    |          |                 |
| 14010487            | Saltragys | 8,0        | 12,8         | 14,6                    |          |                 |